# Yoctosegundo
El yoctosegundo es una unidad de tiempo que equivale a una quatrillonesima parte de un segundo. Se abrevia ys.
''1 ys = 0,000000000000000000000001 s = 1x10-24 s.
En la colisión de alta energía de dos iones pesados se producen pulsos de luz ultracortos de alta energía en el régimen de los yoctosegundos gracias a la producción de un plasma de quarks y gluones.

## Equivalencias de otras unidades de tiempo
- Un zeptosegundo son 1000 yoctosegundos.
- Un attosegundo son 1000000 yoctosegundos.
- Un femtosegundo son 1000000000 yoctosegundos.
- Un picosegundo son 1000000000000 yoctosegundos.
- Un nanosegundos son 1000000000000000 yoctosegundos.
- Un microsegundo son 1000000000000000000 yoctosegundos.
- Un milisegundo son 1000000000000000000000 yoctosegundos.
- Un centisegundo son 10000000000000000000000 yoctosegundos.
- Un decisegundo son 100000000000000000000000 yoctosegundos.
- Un segundo son 1000000000000000000000000 yoctosegundos.
- Un minuto son 60000000000000000000000000 yoctosegundos.
- Una hora son 3600000000000000000000000000 yoctosegundos.
- Un día son 86400000000000000000000000000 yoctosegundos.
- Una semana o hebdómada son 604800000000000000000000000000 yoctosegundos.
- Un octavario son 691200000000000000000000000000 yoctosegundos.
- Un novenario son 777600000000000000000000000000 yoctosegundos.
- Un decenario son 864000000000000000000000000000 yoctosegundos.
- Un oncenario son 950400000000000000000000000000 yoctosegundos.

- Datos: Q2762458